# Iolo Morganwg
Edward Williams, plus connu sous son nom bardique Iolo Morganwg (/ˈjo.lo mor.ˈgan.nug/), né le 10 mars 1747 près de Llancarfan dans le Val de Glamorgan et mort le 18 décembre 1826 à Flemingston, est un poète et antiquaire britannique d'origine galloise. Son pseudonyme signifie, en langue galloise, Edouard de Glamorgan ; Iolo est le diminutif de Iorwerth — la version galloise de Edouard — et Morganwg est le gallois pour Glamorgan. 
Longtemps considéré comme un expert de la littérature galloise médiévale, il se révèle après sa mort être un faussaire, fabriquant de nombreux manuscrits médiévaux qu'il intégrait ensuite dans ses compilations.
Il fonde en 1792 la Gorsedd Beirdd Ynis Prydain — Gorsedd des bardes de l'île de Bretagne, une société culturelle et cultuelle, dont les rites sont supposément transmis depuis les druides de l'Antiquité sont en grande partie issus de ses propres forgeries. Les doctrines qu'il introduit dans ses manuscrits ont un grand impact sur le néodruidisme gallois.
Les doctrines dont il traite dans ses manuscrits, pourvues d'un fond celtique à travers le bardisme féodal, ont un grand impact sur le néodruidisme gallois, aujourd'hui partenaire du druidisme breton.

## Biographie
Edward Williams est né à Pen-onn, près de Llancarfan, dans le Val de Glamorgan, et élevé dans le village de Flemingston (ou Flimston ; Trefflemin en gallois). Il hérita du métier de son père en tant que maçon-tailleur. A Glamorgan, il développa son intérêt pour les collections de manuscrits, et apprit à composer de la poésie galloise à partir des œuvres de Lewis Hopkin (en), Rhys Morgan, et surtout Siôn Bradford (en).
En 1773, il déménagea à Londres, où l'antiquaire Owen Jones l'introduisit dans la communauté de littérature galloise locale. Il devint membre de la Gwyneddigion Society (en) et s'y investit progressivement.
En 1777, il retourna au Pays de Galles, où il se maria et s'essaya au fermage.
Il finit par tenir un magasin général à Cowbridge. En dehors de son échoppe, se serait trouvé un panneau disant que son sucre venait d'esclaves dans les plantations — ce qui était coutumier, à l'époque. Cependant, il contesta le testament d'un de ses trois frères, lui léguant des plantations en Jamaïque, utilisant des esclaves.
Entre autres, Morganwg fut un nationaliste gallois, désireux d'affirmer l'identité galloise du Sud, particulièrement dans sa région de Glamorgan — contre les idées prévalentes au Nord du Pays de Galles, selon lesquelles cette région serait la plus pure représentante traditionnelle (pour ainsi dire des « querelles de clochers », à l'heure de l'actuelle mondialisation).
Toute l'Europe était sous domination chrétienne à l'époque : Iolo Morganwg semble avoir été d'obédience unitarienne, au moins à partir de 1799, protestantisme dont il fut moteur quand une association unitarienne fut formée au Sud du Pays de Galles en 1802 (il établit ses Rheolau a Threfniadau — Façons de Procéder — publiées en 1803).
Le fils d'Edward Williams (Taliesin ab Iolo de son nom bardique, tiré de Taliesin, barde alto-médiéval) collecta les manuscrits de son père en 26 volumes, sélection publiée sous le titre de Iolo's Manuscripts par la Welsh Manuscripts Society (en) en 1848.

## Controverse en falsification
Après la Première Guerre mondiale, l'universitaire Griffith John Williams (1892-1963) fut le premier à entreprendre une étude complète de l'œuvre de Morganwg, consultant les documents originaux donnés,  en 1917, à la National Library of Wales, par les descendants de Morganwg. Griffith John Williams publia son Iolo Morganwg a Chywyddau'r Ychwanegiad (Iolo Morganwg et les cywydds additionnels) en 1926, où il chercha l'exacte mesure de ce qui était basé sur l'imagination de Morganwg plutôt que l'héritage gallois.
Ses travaux ainsi que ceux qui le suivent permettent d'établir que Iolo a forgé de très nombreux textes, dont des poèmes attribués à Dafydd ap Gwilym ou au poète imaginaire Rhys Goch ap Rhicert, une collection de triades galloises, ainsi que le traité bardique Cyfrinach Beirdd Ynys Prydain.

## Postérité

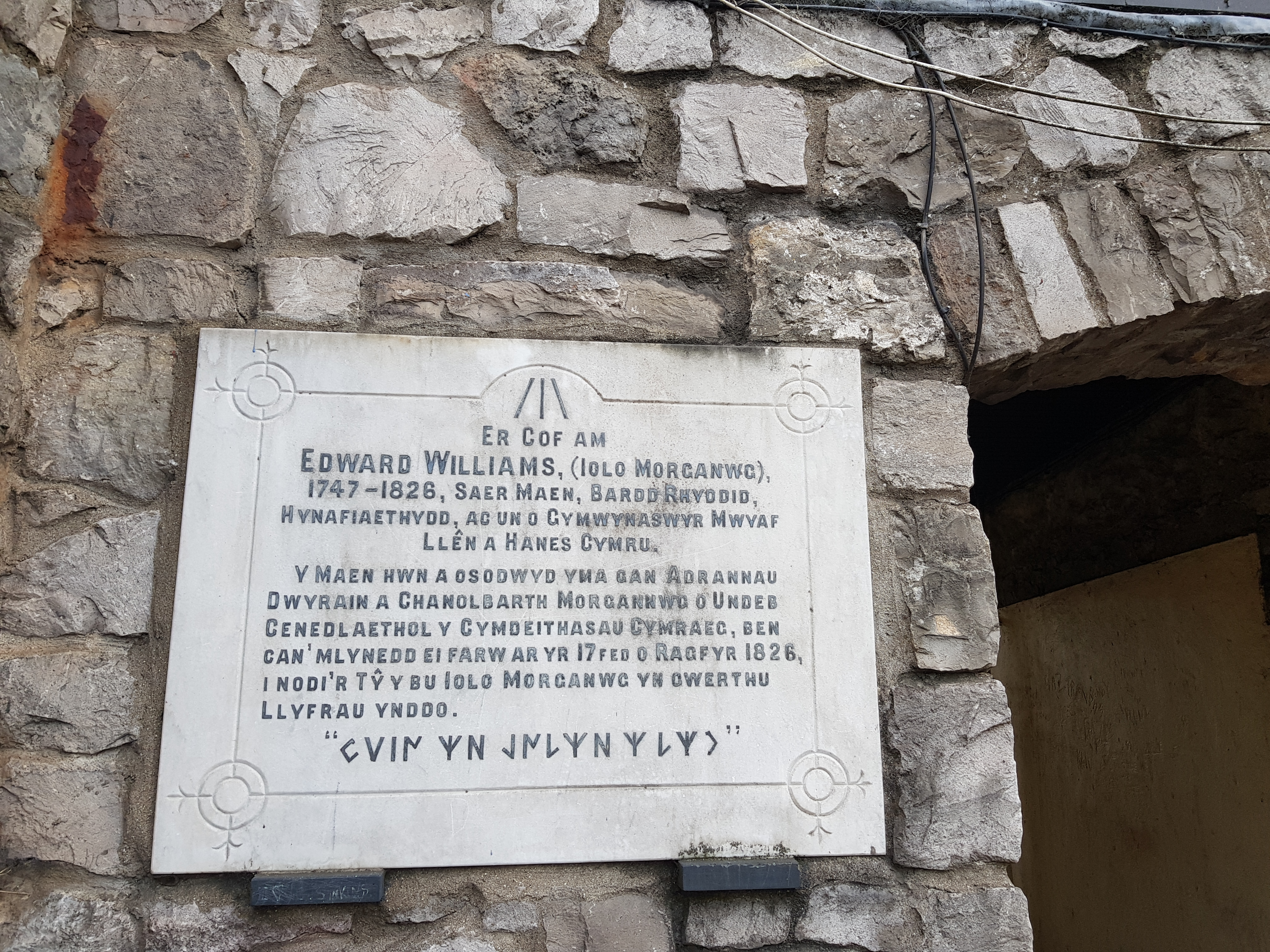
Commemorative plaque for Edward Williams, erected in 1926, marking the location of his bookshop in Cowbridge, with "Gwir yn erbyn y byd" ("Truth against the world") written in Coelbren y Beirdd letters

La Gorsedd de Bretagne (France) est associée à la Gorsedd des bardes de l'île de Bretagne (Grande Bretagne).

En 1926, à l'occasion du centenaire de sa mort, une plaque au nom de Iolo Morganwg fut accrochée au mur de son ancien magasin. On y lit :
This stone was placed here by the East And Mid-Glamorgan sections of the National Union of Welsh Language Societies on the centenary of his death on 17/12/1826 to mark the house in which he sold books.

Cette pierre a été placée là par les sections du Glamorgan de l'Est et du Centre, de l'Union Nationale des Sociétés de Langue Galloise, au centenaire de sa mort le 17/12/1826, pour notifier la maison dans laquelle il vendait des livres.
On a découvert des brouillons de Iolo Morganwg dans les années 1970, de traductions du gallois vers l'anglais, sans lesquels les Triades galloises auraient probablement disparu, disant en substance que
la première assemblée historique des bardes gallois se réunit en 1176 au château de Cardigan. Le 1er Janvier 1344, le roi Edouard III convoqua une table ronde de bardes. Vers 1400, on cite une tentative de restauration du druidisme avec un nommé Sion Cent. Vers 1450 se tint une assemblée de l'Eisteddfod des Bardes à Carmarthen. Ces réunions se poursuivirent de 1523 à 1568, malgré les persécutions des rois Henri V et Henri VIII d'Angleterre. Elisabeth Ier intervint pourtant dans les Eisteddfodau, pour distribuer des licences attribuées aux bardes afin de les récompenser.
Depuis, l’œuvre de Morganwg a pris progressivement une autre dimension, sa poésie et ses écrits étant aussi reconnus comme un joyau de la langue galloise de son temps.
Une plaque mémoriale fut élevée en 2009, sur le site approximatif des premières cérémonies de la Gorsedd de Galles, tenues sur la colline Primrose Hill de Londres en 1792, et une pierre mémoriale fut élevée au Stalling Down, près de Cowbridge, où se déroulaient les cérémonies en 1795.
Sa contrefaçon des poèmes de Dafydd ap Gwilym a eu un tel succès que, même au XXIe siècle, certaines de ses versions sont mieux connues que les versions originales. On retrouve en particulier les fausses attributions, dans le troisième tome du Myvyrian Archaiology of Wales (1807).
Une école de gallois à Cowbridge, Ysgol Iolo Morganwg, est nommée en son nom.
Le chanteur de Super Furry Animals, Gruff Rhys, lui dédia une chanson sur AmericanInterior (en), album sorti en 2014.

### Alphabet bardique
Iolo Morganwg développa son propre système d'écriture, basé sur un supposé « ancien alphabet druidique » : le gallois Coelbren y Beirdd (en). Il consiste en 20 lettres principales, et 20 autres « pour représenter les voyelles élongées et des mutations consonnantiques ». Ces symboles étaient représentés sur des morceaux de bois, connus sous le nom de peithynen.

## Philosophie

### Influences culturelles
La philosophie de Morganwg constitue une fusion d'inflluences celtique — indo-européenne même — et chrétienne (à moins qu'il n'ait hypocritement choisi l'obédience unitarienne, par affinité bardique).
En tant que tels, ses éléments de romantisme sont comparables à William Blake et à l'Écossais James Macpherson qui, quant à lui, inventa de toutes pièces le barde Ossian et ses poèmes — en prétendant qu'il exista.
Mais l'œuvre de Morganwg fait partie de la première vague de celtomanie, vague qui fut nommée celtomane pour son réel enthousiasme antiquaire (avant que le terme ne devienne péjoratif, pour désigner la mode du celtisme). C'étaient les prémices des recherches contemporaines et des éléments d'héritage bardique, ont génériquement survécu à travers l'héritage poétique des bardes gallois, à travers le bardisme féodal.

### Métaphysique
Les Trioedd Barddas ou Triades Bardiques (arddas (en)), exposent des « cercles d'existence » concentriques, émergeant d'Annwvyn (le monde originaire d'où émanent chaque être conscient, et où retournent les êtres conscients n'ayant pas atteint le troisième cercle) à travers Abred jusqu'à Gwynfyd (en) ; sorte de paradis, « monde blanc ») — la notion d'âme en est néanmoins absente.
Duw, Dieu en gallois, contribue à ce voyage de cercle en cercle — on reconnaît là une influence chrétienne, peut-être hypocrite afin que le bardisme survive à travers le monothéisme, puisque le polythéisme celtique est absent. Mais, contrairement au christianisme, dans les Trioedd Barddas Duw n'est pas Créateur. Il est le seul à pouvoir parcourir tous les cercles, dont le quatrième dénommé Keugant, en vue de l'équilibre du Da (Bon) et du Drwug (Mauvais) : il n'y a donc pas non plus, de lutte absolue entre le Bien et le Mal, quoi qu'il faille aux êtres conscients poursuivre le Da, en surmontant des obstacles désignés (l'angoisse, la mort, Cythraul (en) — un agent chaotique distinct du Drwg, — etc.) afin d'atteindre Gwynfyd.
Ce « cycle des réincarnations » Annwn-Abred en vue d'une « délivrance » en Gwynfyd, est manifestement indo-européen, puisqu'on le retrouve toujours dans l'hindouisme. La recherche actuelle souligne l'antique comparaison de la religion celtique avec l'enseignement pythagoricien, sur la réincarnation.

### Textes apocryphes
- Cyfrinach Beirdd Ynys Prydain: Ys Ef Llwybreiddiaeth AG Athrawiaeth (1829, Mystère des poètes de l'île de Bretagne), Kessinger Publishing, 2010.
- Iolo Manuscripts. A Selection of Ancient Welsh Manuscripts in prose and verse, from the collection made by the Late Edward Williams Iolo Morganwg, for the purpose of forming a continuation of the Myfyrian Archaiology... With English TRanslation and Notes, by his son, the Late Taliesin Willimans (Ab Iolo), or Merthyr Tydfil. Published for the Wesh Ass. Society, Llandovery, 1848
- The Triads of Britain, compiled by Iolo Morganwg, translated from the Welsh by W. Probert, Boston, 1977.
- Barddas, or A Collection of Original Documents, Illustrative of the Theology, Wisdom and Usages of the Bardo-Druidic System of the Isle of Britain, Longman, 1862 et 1874. Publié par John Williams (1811-1862).

### Textes néo-druidiques
- Druid's Prayer (en gallois Gweddi'r Derwydd) , in Barddas, or A Collection of Original Documents, Illustrative of the Theology, Wisdom and Usages of the Bardo-Druidic System of the Isle of Britain, édi. par John Williams, Longman, 1862-1874.

### Études
En français :
- Pour l'histoire de sa mystification, voir Pierre-Yves Lambert, avant-propos des Quatre Branches du Mabinogi (éditions Gallimard, coll. « L'aube des peuples »)

En anglais :
- Prys Morgan, Iolo Morganwg (Writers of Wales, Cardiff, 1975)
- Jones' celtic encyclopedia

En gallois :
- G. J. Williams, Iolo Morganwg a Chywyddau'r Ychwanegiad (Cardiff, 1926)
- G. J. Williams, Iolo Morganwg (Cardiff, 1956)